# Leucania albistigma
Leucania albistigma är en fjärilsart som beskrevs av Moore 1881. Leucania albistigma ingår i släktet Leucania och familjen nattflyn. Inga underarter finns listade i Catalogue of Life.